# La Creu de Puig Hortós
La Creu de Puig Hortós és una muntanya de 409 metres que es troba al municipi de Serinyà, a la comarca del Pla de l'Estany.